# Tête-bêche
Tête-bêche er indenfor filatelien en internationalt benyttet betegnelse for sammenhængende frimærker, hvis motiver er trykt omvendt i forhold til hinanden.
Tête-bêche kan være fremstillet med vilje eller som resultat af tilfældigheder. Udtrykket kommer fra fransk sprogbrug og betyder "hoved mod hale".
Som ethvert andet par bestående af sammenhængende frimærker kan et par tête-bêche hænge sammen både lodret og vandret. I tilfælde af trekantede frimærker kan det ikke undgås at disse på en af siderne er trykt som tête-bêche.